# Kinloch Farm Fields

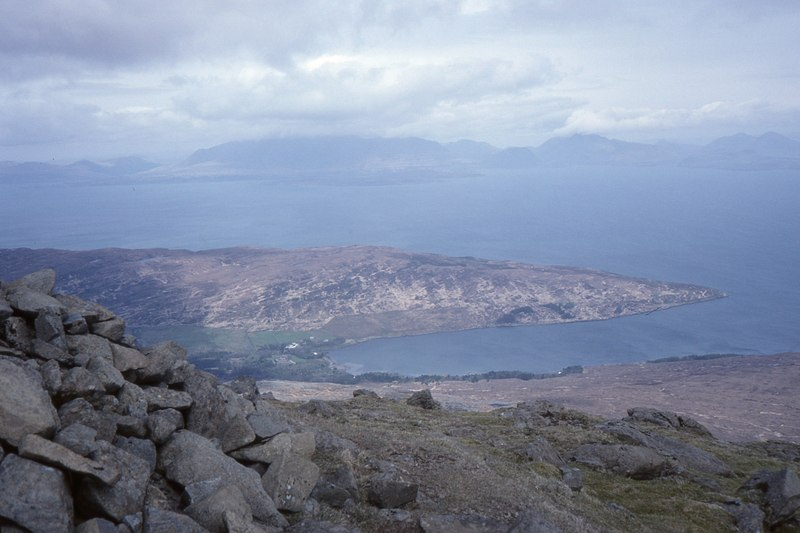
Der Fundplatz am Loch Scresort

Der mesolithische Fundplatz Kinloch Farm Fields wurde 1984 bei archäologischen Ausgrabungen in Kinloch auf der Insel Rhum, etwa 350 m nordöstlich des Kinloch Castle gefunden. Damit wurden frühe Zeugnisse menschlicher Aktivität auf den Inneren Hebriden Schottland entdeckt. Die Untersuchung der Küstendünen von Northton, auf Harris, erbrachten den ältesten archäologischen Nachweis mittelsteinzeitlicher Aktivitäten auf den westlichen Inseln, in Form zweier Sell midden, deren erste Phase anhand verkohlter Haselnussschalen auf 7060 bis 6650 v. Chr. datiert wurde. 
Vor mehr als 8000 Jahren suchten Menschen, die vor der schottischen Westküste gelegene Insel auf, um am Westende von Loch Scresort Heliotrop (englisch Bloodstone) zu sammeln. Die von Rhum stammenden Artefakte wurden an mesolithischen Fundplätzen auf Canna, Eigg und Skye, sowie an anderen Orten gefunden, teilweise über 70 km von Rhum entfernt. 
Die Radiokarbonmessungen auf dem 4500 m² großen Gelände deuten auf menschliche Aktivität ab 6600 v. Chr. hin. Verbrannte Haselnussschalen und tausende von Steinabschlägen aus der Werkzeugherstellung (teilweise 1800/m² groß) und eine Pfeilspitze wurden auf dem Gelände gefunden. Löcher im Boden zeigen die Position von Hütten, Unterständen oder Windschirmen an, die als Behausung dienten. 